# Matt Thomas
Matthew Warren Thomas (Illinois, 4 de agosto de 1994) é um jogador norte-americano de basquete profissional que atualmente joga no Chicago Bulls da National Basketball Association (NBA).
Ele jogou basquete universitária na Universidade Estadual de Iowa antes de começar a sua carreira internacional na Europa.

## Início da vida e carreira no ensino médio
Thomas nasceu em Decatur, Illinois mas cresceu em Onalaska, Wisconsin, frequentando a Onalaska High School. Sua mãe era nadadora, tenista e jogadora de softbol e basquete. Ela detém o recorde escolar de pontuação em um único jogo na Wahlert High School em Dubuque, Iowa com 48 pontos.
Thomas sofreu uma tragédia em sua tenra idade. Quando ele tinha 11 anos de idade, seu pai, que sofria de alcoolismo, cometeu suicídio. Por causa disso, Thomas desenvolveu um relacionamento muito forte com sua mãe.
Apesar das lutas em sua vida pessoal, Thomas era um excelente jogador de basquete no ensino médio. Ele foi nomeado para Primeira-Equipe do Estado pela Associated Press em seu terceiro ano. Nesse ano, ele teve médias de 21,3 pontos, 5,3 rebotes, 2,5 roubadas de bola e 2,1 roubos de bola para levar sua equipe ao título do campeonato estadual da Divisão 2. Em seu último ano, Thomas teve uma média de 28,3 pontos e 9,7 rebotes, levando sua equipe para as semifinais estaduais.
Thomas terminou sua carreira de quatro anos com mais de 2.000 pontos.

### Recrutamento
Um excelente marcador, Thomas foi considerado um dos melhores arremessadores da classe de 2013 e um dos melhores jogadores de Wisconsin. Um consenso entre os 100 melhores recrutas nacionais, Thomas ficou em 51º lugar na ESPN, 54° na Rivals.com e 58° na Scout.com no ranking nacional final.
Sendo muito procurado, Thomas acabou escolhendo a Universidade Estadual de Iowa e rejeitando Virgínia, Minnesota, Boston College e Marquette. 
| Nome | Cidade natal                                            | Escola               | Altura | Peso  | Data                |
| --- | ------------------------------------------------------- | -------------------- | ------ | ----- | ------------------- |
| Matt Thomas G | Onalaska, WI                                            | Onalaska Hish School | 1,91 m | 84 kg | 14 de Junho de 2012 |
| Matt Thomas G | Recrutamento: Scout: Rivais: 247Sports: ESPN:           |                      |        |       |                     |
| Matt Thomas G | Ranking: Rivals: 54, 15 (G) \| ESPN: 51, 3 (WI), 12 (G) |                      |        |       |                     |
| - Nota: Em muitos casos, Scout, Rivals, 247Sports e ESPN podem entrar em conflito em suas listas de altura e peso, nestes casos, a média foi obtida. - Fonte: |                                                         |                      |        |       |                     |

## Carreira universitária
Thomas começou sua temporada de calouro como titular na Universidade Estadual de Iowa. Ele foi apenas o primeiro calouro de Iowa a ser titular em uma abertura de temporada.
Ele foi titular nos primeiros 15 jogos antes de ser substituído por Monte Morris. Apesar de se tornar o sexto homem, Thomas ainda jogou em todos os 36 jogos da temporada e teve média de 5,5 pontos, marcando dois dígitos em oito jogos.
Thomas passou dois dias na cadeia após sua prisão por Dirigir sobre efeito de álcool em 14 de julho de 2014. Ele começou sua segunda temporada tendo uma suspensão de três jogos.
Devido ao aumento da qualidade no banco de reserva em sua segunda temporada, Thomas teve um papel um pouco menor. Ele jogou em 32 jogos no total, marcando dois dígitos em nove jogos. Ele foi o terceiro na equipe com 32 cestas de três pontos. 

## Carreira profissional

### Obradoiro CAB (2017–18)
Thomas jogou pela equipe do Los Angeles Lakers na Summer League de 2017. Ele marcou 23 pontos na vitória por 110-98 na final do campeonato.
Em 29 de agosto, Thomas assinou com o Monbus Obradoiro da Liga ACB da Espanha. Em seu primeiro jogo profissional de sua carreira, ele marcou 21 pontos em uma vitória sobre o Zaragoza.

### Valencia Basket (2018–19)
Em 11 de julho, Thomas assinou um contrato de dois anos com o Valencia Basket da Liga ACB da Espanha.

### Toronto Raptors (2019–2021)
Em 19 de julho de 2019, Thomas assinou um contrato de 3 anos e US$ 4.2 milhões com o Toronto Raptors. Em 26 de outubro de 2019, ele fez sua estreia na NBA, registrando seis pontos e três rebotes, na vitória por 108–84 sobre o Chicago Bulls.
Em 25 de novembro, Thomas sofreu uma fratura no dedo da mão esquerda. Ele voltou à ação em 6 de janeiro de 2020, indo jogar no Raptors 905, o afiliado dos Raptors na G-League. Em 7 de janeiro, Thomas voltou a jogar pelos Raptors registrando oito pontos e seis rebotes na derrota por 101-99 para o Portland Trail Blazers.
Em 8 de fevereiro, Thomas marcou 15 pontos na vitória por 119–118 sobre o Brooklyn Nets. Em 23 de fevereiro, ele registrou 17 pontos na vitória por 127-81 contra o Indiana Pacers. No sexto jogo dos Raptors na Bolha da NBA em 10 de agosto, Thomas marcou 22 pontos em uma vitória de 114–106 sobre o Milwaukee Bucks.

### Utah Jazz (2021)
Em 25 de março de 2021, os Raptors trocaram Thomas com o Utah Jazz por uma futura escolha de segunda rodada. Em 28 de abril, Thomas marcou 17 pontos na vitória por 154-105 sobre o Sacramento Kings.
Em 1º de agosto, ele foi dispensado pelo Jazz.

### Chicago Bulls (2021–Presente)
Em 8 de setembro de 2021, Thomas assinou um contrato com o Chicago Bulls.
Com 13 jogadores fora da escalação devido aos protocolos da COVID-19 em dezembro, Thomas viu um aumento no tempo de jogo. Em 26 de dezembro, ele jogou 19 minutos e marcou cinco pontos na vitória por 113-105 sobre o Indiana Pacers. No dia seguinte, ele fez três cestas críticas de 3 pontos em 19 minutos na vitória por 130-118 sobre o Atlanta Hawks.

## Estatísticas

### NBA

#### Temporada regular
| Year     | Team     | GP | GS | MPG  | FG%  | 3P%  | FT%  | RPG | APG | SPG | BPG | PPG |
| -------- | -------- | -- | -- | ---- | ---- | ---- | ---- | --- | --- | --- | --- | --- |
| 2019–20  | Toronto  | 41 | 1  | 10.7 | .487 | .475 | .750 | 1.5 | .5  | .2  | .0  | 4.9 |
| 2020–21  | Toronto  | 26 | 0  | 7.4  | .387 | .415 | .857 | .8  | .3  | .1  | .0  | 2.7 |
| 2020–21  | Utah     | 19 | 0  | 7.1  | .400 | .256 | .857 | 1.2 | .5  | .1  | .0  | 3.6 |
| Carreira | Carreira | 86 | 1  | 8.4  | .424 | .381 | .821 | 1.1 | .4  | .1  | .0  | 3.7 |

#### Playoffs
| Year     | Team     | GP | GS | MPG | FG%  | 3P%  | FT% | RPG | APG | SPG | BPG | PPG |
| -------- | -------- | -- | -- | --- | ---- | ---- | --- | --- | --- | --- | --- | --- |
| 2020     | Toronto  | 10 | 0  | 8.4 | .619 | .417 | —   | 1.4 | .7  | .1  | .1  | 3.1 |
| 2021     | Utah     | 3  | 0  | 2.3 | .000 | —    | —   | .3  | .0  | .0  | .0  | .0  |
| Carreira | Carreira | 13 | 0  | 5.3 | .309 | .417 | —   | .8  | .3  | .0  | .0  | 2.5 |

### Liga ACB
| Ano      | Equipe          | PT | MPJ  | AP   | 3P   | LL   | RT  | AS  | BR | TO | PPJ  |
| -------- | --------------- | -- | ---- | ---- | ---- | ---- | --- | --- | -- | -- | ---- |
| 2017-18  | Obradoiro CAB   | 30 | 26.5 | .472 | .459 | .944 | 2.4 | 2.4 | .8 | .0 | 15.4 |
| 2018-19  | Valencia Basket | 29 | 19.8 | .512 | .485 | .846 | 1.6 | 1.6 | .4 | .0 | 11.5 |
| Carreira | Carreira        | 59 | 23.1 | .492 | .472 | .895 | 2.0 | 2.0 | .6 | .0 | 13.4 |

### EuroCup
| Ano     | Equipe          | PJ      | PT | MPJ  | AP   | 3P   | LL   | RT  | AS  | BR | TO | PPJ  |
| ------- | --------------- | ------- | -- | ---- | ---- | ---- | ---- | --- | --- | -- | -- | ---- |
| 2018-19 | Valencia Basket | EuroCup | 23 | 21.7 | .518 | .478 | .909 | 1.3 | 1.7 | .5 | .0 | 12.7 |

### Universitário
| Ano      | Equipe     | PJ  | PT | MPJ  | AP   | 3P   | LL   | RT  | AS  | BR | TO | PPJ  |
| -------- | ---------- | --- | -- | ---- | ---- | ---- | ---- | --- | --- | -- | -- | ---- |
| 2013–14  | Iowa State | 36  | 15 | 21.2 | .367 | .336 | .667 | 1.1 | 1.1 | .6 | .2 | 5.5  |
| 2014–15  | Iowa State | 32  | 0  | 15.3 | .368 | .330 | .714 | 2   | .7  | .3 | .1 | 4.9  |
| 2015–16  | Iowa State | 35  | 27 | 33.6 | .440 | .432 | .902 | 4.4 | 1.7 | .8 | .2 | 11.0 |
| 2016–17  | Iowa State | 35  | 35 | 30.9 | .477 | .445 | .891 | 3.9 | 1.7 | .9 | .1 | 12.3 |
| Carreira | Carreira   | 138 | 77 | 25.2 | .413 | .385 | .793 | 2.8 | 1.3 | .6 | .1 | 8.4  |

Fonte: